# حسین بهزاد

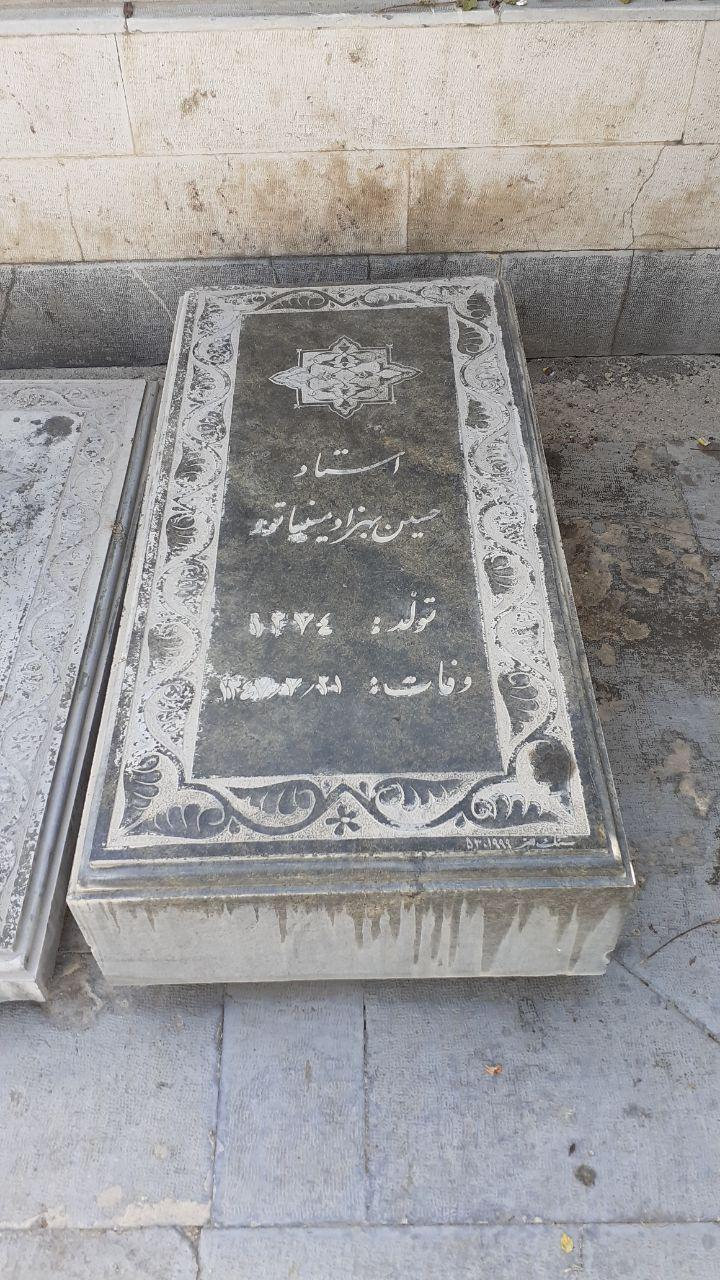
مزار استاد حسین بهزاد هنرمند مینیاتور ایران که در گوشه ای از گورستان ابن بابویه در کنار همسر خود دفن گردیده است.

حسین بهزاد (۱۲۷۳–۲۱ مهر ۱۳۴۷) نقاش و نگارگر ایرانی بود. او سال‌ها کارمند فنی اداره کل باستان‌شناسی و استاد نگارگری هنرستان هنرهای زیبای تهران بود. خانه‌اش در تهران با وصیت او، موزه هنرهای سنتی شد.

## زندگی‌نامه

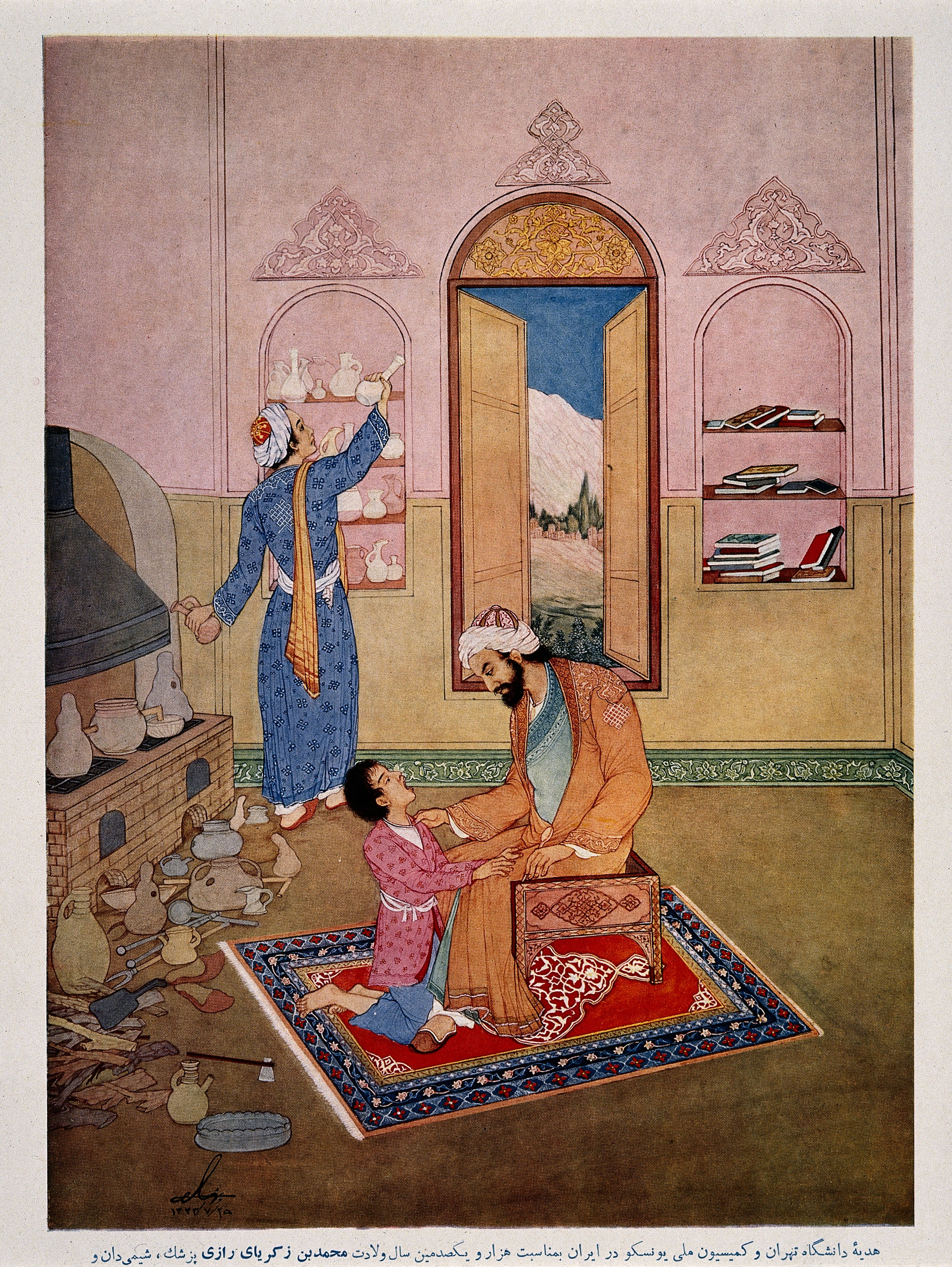
Rhazes, a physician, examines a boy Wellcome V0015933

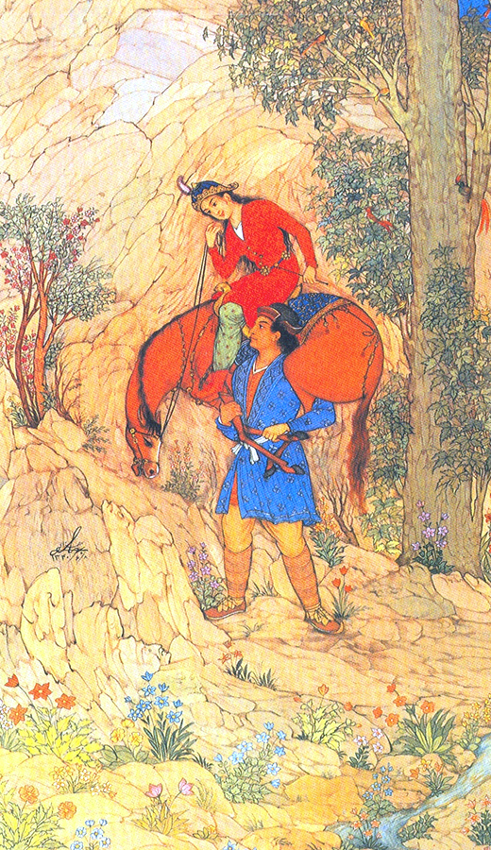
شیرین و فرهاد

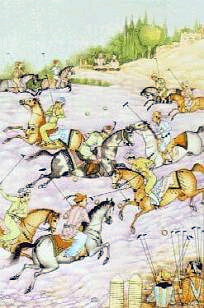
چوگان

حسین بهزاد فرزند میرزا فضل‌الله اصفهانی نقاش و قلمدان‌ساز در سال ۱۲۷۳ خورشیدی در تهران متولد شد. پدرش در قلمدان‌سازی و نقاشی آبرنگ شهرتی داشت. وی تحصیلات خود را در مدرسه شرف ظفر آغاز نمود؛ اما پس از مدتی به دلیل علاقه به نقاشی، تحصیل را رها کرد. پدرش او را برای فراگیری نگارگری به مجمع‌الصنایع نزد ملاعلی قلمدان‌ساز اصفهانی فرستاد. پس از درگذشت پدرش و ملاعلی قلمدان‌ساز اصفهانی، بهزاد از محضر حسین پیکرنگار بهره برد.
بهزاد پس از پدر با مادر و پدربزرگش همراه با خواهر خود به زندگی ادامه داد. مادرش بعد از فوت پدرش، شوهر دیگری اختیار کرد و به اصفهان نقل مکان کرد. دوران نوجوانی حسین با تنگدستی گذشت. کارش در حجره قلمدان‌سازی رو به پیشرفت بود که دچار بیماری سختی شد، به‌طوری‌که اطرافیان امکان زنده ماندن وی را ضعیف می‌دانستند. بناچار مجبور شد به خانه مادرش مهاجرت کند زیرا درآمدی نداشت؛ و پدر بزرگش نیز فوت کرده بود و پس از مدت کوتاهی جهت درمان به منزل فتوح السلطنه که از دوستان پدر بزرگش بود به تهران آمد. او به شدت شیفتهٔ نقاشی بود به‌طوری‌که در توصیف علاقه‌اش به نقاشی می‌گوید: «احساس ناشناخته و گنگی مرا به سوی نقاشی می‌کشید و من وقتی به پیروی از این احساس مداد یا قلم به دست می‌گرفتم، مثل تشنه‌ای که به برکهٔ زلال و گوارایی رسیده باشد، حس می‌کردم سیراب شده‌ام. نقاشی دنیای من بود».
فتوح‌السلطنه که هنر بهزاد (که میراث‌دار پدر بزرگش، میرزا لطف‌الله شیرازی بود) را به خوبی می‌دانست، پس از نجات دادن وی از بیماری، یک کتاب خطی خمسه نظامی را به وی سپرد که بهزاد در مدت یک سال اقامت او در منزلش آن را با نگاره‌هایی زیبا تصویرسازی کرد. فتوح السلطنه از بهزاد دعوت کرد بعد از تمام شدن نقاشی‌ها با او به اروپا برود تا کتاب را در آنجا بفروشند.
حسین بهزاد از سن ۲۱ سالگی کارگاه نگارگری مستقلی دایر کرد. کار او به سرعت با استقبال فراوان روبرو شد. بهزاد به ویژه در کپیه کردن از آثار نگارگری قدیم که سخت مورد توجه اروپاییان و دلالان ایرانی بود، استعداد و توانایی داشت. او به ویژه آثار کمال‌الدین بهزاد و رضا عباسی از نگارگران صاحب نام دوران صفویه را با استادی تمام گرته برمی‌داشت.
در همین موقع از بهزاد دعوت شد تا وارد ارتش شود، اما بعد از مدتی از ارتش بیرون آمد. بهزاد در ۲۴ سالگی با دختر صاحبخانه خود سکینه مهرورزی ازدواج کرد. آن‌ ها ۴۹ سال باهم زندگی کردند و صاحب پسری به نام پرویز شدند.
بعدها بهزاد شنید که فتوح‌السلطنه به لندن و پاریس رفته و کتاب خطی خمسه نظامی را به نام یک کار قدیمی به مبلغ ۸۰۰۰ لیره به یک موزه فروخته‌ است. فتوح‌السلطنه که به ایران بازگشت دیگر بهزاد موقعیتی پیدا نکرد تا سهم خود را بگیرد زیرا فتوح السلطنه سکته کرد و درگذشت.
در این بین بهزاد برای چند نفر هم کار می‌کرد. من‌جمله کتاب‌های خطی صدرالممالک وزیر دربار را مصور کرد. همچنین برای موزه‌ای که شاهزاده ارفع الدوله در موناکو داشت چند نگارگری  تهیه کرد. سفارش دهندگان، بیشتر کارهای بهزاد را به عنوان عتیقه در خارج از کشور می‌فروختند و پول‌های گزافی می‌گرفتند. بهزاد در آن زمان صاحب شهرت شده بود. برخی افراد از کارهای او تقلید کرده و با امضای بهزاد می‌فروختند.
در سال ۱۳۱۴ موسیو رابینو باستان‌شناس فرانسوی بهزاد را با خود به فرانسه برد و وی را به کار گرفت. در این هنگام تاجرهای کلیمی عتیقه‌فروش، دائم به‌طور محرمانه به وی مراجعه کرده و از او دعوت به کار می‌کردند زیرا می‌توانستند کارهای بهزاد را به عنوان کارهای قدیمی و عتیقه بفروشند. اقامت وی در فرانسه، ۱۳ ماه طول کشید و در این مدت وی به موزه‌های لوور، گیمه و ورسای می‌رفت و آثار قدیمی نگارگری ایرانی و شرقی را مطالعه می‌کرد. او این دوران را این‌طور توصیف می‌کرد: «من در این مسافرت شکفته شدم و خودم را شناختم و پنجه‌های من از آن پس شور و احساس نوظهور تازه‌ای یافت». در جای دیگری می‌گوید: «مطالعهٔ من در سبک‌های مختلف نقاشی ایرانی و خارجی بدین منظور بود تا سبکی به‌وجود بیاورم که ضمن داشتن خصایص ایرانی با هنر روز دنیا نیز منطبق باشد.» در ایران برای افراد مختلفی کار کرد. کمی بعد جنگ جهانی دوم شروع شد و متفقین که در تهران حضور پیدا کردند کارهای بهزاد را خوب می‌خریدند.
از این زمان به بعد بهزاد به تدریج کارهای تجاری را کنار گذاشت و به خلق شاهکارهای هنری مورد پسند خود پرداخت. تابلوهای فردوسی، فتح بابل، ایوان مداین، شب قدر حافظ و نفت یادگارهای این دوره از عمر او هستند.
تابلوی فردوسی دو سال از وقت بهزاد را گرفت. او دو تابلو نیز برای جشن المپیاد کشید. یکی از آن‌ها چوگان‌بازی و دیگری کشته شدن دیو سفید به دست رستم نام داشت. به همین واسطه در ۱۳۳۲ از طرف محمدرضا شاه دیپلمی برای بهزاد اعطا شد. بهزاد ۱۷ نمایشگاه در داخل و خارج از ایران برگزار کرد و چندین جایزه و مدال گرفت.
مجلس شورای ملی در اردیبهشت ۱۳۳۷ تصویب کرد که حقوق معینی به شکل مادام‌العمر از طرف دولت به حسین بهزاد پرداخت گردد. حال عمومی بهزاد در ۱۳۴۷ وخیم شد و دو بار برای درمان از سوی وزارت فرهنگ به اروپا فرستاده شد. با این حال وی در ساعت ۸:۴۸ شب ۲۱ مهر ۱۳۴۷ در سن ۷۴ سالگی در تهران درگذشت.

## بهزاد و نامداران هم‌عصرش
ملک الشعرای بهار در مدح بهزاد شعری سروده‌است. چهار بیت نخست این شعر از این قرار است:
| خداوند هنر، استاد بهزاد       |  | که نقش از خامهٔ بهزاد به زاد   |
| حسین رادکِش بهزاد نام است      |  | کمال‌الدین بهزادش غلام است     |
| اگر بود او نخست، این هست اول  |  | اگر بود او کمال، این هست اکمل |
| به رنگ‌آمیزی از خورشید ییش است |  | به‌معنی‌آفتاب‌عصر خویش است       |

برادرزاده بهزاد مدعی است که بین عمویش با میرزاده عشقی دوستی صمیمانه‌ای برقرار بوده‌ است. عشقی، بسیار به حجره محل نقاشی و کارگاه بهزاد رفت‌وآمد می‌کرده‌است. «آن‌ها از نظر فکری خیلی به هم نزدیک بودند». به گفتهٔ وی، بهزاد از ترور میرزاده عشقی به شدت متأثر شد و بسیار گله می‌کرد. رفت‌وآمدها به مزار عشقی آنقدر زیاد شد تا اینکه بهزاد در سال‌های بعد آرامگاهی را در گوشه شمال غرب ابن بابویه نزدیک آرامگاه میرزاده عشقی خرید و با نظر و دید هنرمندانه خودش دستور داد که آن را بسازند. ساخت این آرامگاه حدود سال ۱۳۳۴ هم‌زمان با خرید خانه محل زندگی‌اش در خیابان نوفلاح تمام شد.
ژان کوکتو نویسنده و هنرمند فرانسوی دربارهٔ وی چنین اظهار نظر کرده‌است: «بهزاد پیغمبر افسونگری است از مشرق‌زمین داستان‌سرا. اگر همیشه مشرق‌زمین به قصه‌های هزار و یک شب و کاخ‌های طلایی و کنیزکان زیبایش برای ما داستان‌ها می‌گفته این بار، مردی با موهای سفید و چشمان با نفوذ و اندامی با خط‌ها و رنگ‌هایش اَشکال افسون‌کننده در مقابل چشمان ما گسترده‌است. بدون شک در نگارگری قرن ما، یک استاد از جهت قدرت طرح و رنگ‌آمیزی وجود دارد که او حسین بهزاد هنرمند ایرانی است».

## ویژگی‌های سبک بهزاد
شیوه نگارگری  قبل از او همان شیوه رایج مغولی بود به‌طوری‌که حتی آداب و رسوم مغولی در آنها به چشم می‌خورد؛ شکل‌ها شبیه هم و یکنواخت بود. او این شیوه را عوض کرد و شکل‌های ایرانی را وارد نگارگری کرد. خود او در این باره چنین می‌گوید: «مطالعه من در سبک‌های مختلف نقاشی ایرانی و خارجی بدین منظور بود که سبکی به‌وجود بیاورم که ایرانی باشد و ضمناً با هنر امروز تطبیق کند. شیوهٔ نگارگری که به صورت تقلید غلط و ناپسندی درآمده بود رفته رفته از بین می‌رفت، من کوشش داشتم سبکی به‌وجود آورم تا این هنر ملی فراموش نشود».
بهزاد در طول زندگی خود نزدیک به ۴۰۰ کار هنری آفرید و سعی کرد در آن‌ها بسیاری از ریزه‌کاری‌های زائد نگارگری را دور بریزد. در کارهای او حالات و روحیات اشخاص مشخص است. در کار قدما سایه وجود نداشت. او سایه را وارد نگارگری کرد و در رنگ‌آمیزی هم ابتکار کرد. از آنجا که در گذشته بیشتر نگارگری‌ها برای قطع کتاب‌های رایج کشیده می‌شدند اندازه‌های آن‌ها هم کوچک بود، ولی بهزاد قطع نگارگری را بزرگ کرد. همچنین نگارگری قدما پر از اشخاص گوناگون بود، او از عده اشخاص هم کاست.
گفته می‌شود که وی نخستین نقاش مبتکر نگارگری پس از صفویان بوده‌است و این هنر را از گرایشی که در زمان قاجار به سمت نقاشی‌های روسی پیدا کرده بود به سمت نقاشی‌های ایرانی بازگرداند.
بسیاری بر این باورند که هر چند او معتقد به پیروی از سبک خاصی در نگارگری نبود ولی ابداعات و تغییرات ایجاد شده توسط او به‌وجود آورنده سبک خاص وی بود که در عین حال تاًثیرگذار بر آثار نگارگران هم عصر خود بوده‌است. این ویژگی‌ها عبارتند از:
- طرد چهره‌های مغولی و تبدیل آن‌ها به چهره‌های کاملاً ایرانی
- رعایت اصول آناتومی در حدی که به فرم اصلی کار لطمه نزند
- رعایت قوانین مناظر و مرایا (پرسپکتیو) به صورت بصری
- حذف ریزه‌کاری‌های اضافی و پرهیز از ایجاد شلوغی در طرح
- تأکید بر طراحی و قدرت بخشیدن به خط با تند و کند کردن آن‌ها
- نشان دادن حالات درونی و روحی افراد به وضوح
- استفاده از رنگ‌های محدود یا درجه‌بندی‌های یک‌رنگ در خلق آثار
- استفاده از قلم‌گیری سفید بر زمینه تیره
- خارج نمودن اندازه آثار از حد یک کتاب و مطرح نمودن آن به صورت تابلویی مستقل
- به‌کارگیری سوژه‌های جدید مانند به تصویر درآوردن چهره بزرگان علم و ادب و هنر و نیز ترسیم آداب و رسوم زندگی مردم

## جوایز
- دیپلم بهترین نقاشی در پانزدهمین المپیاد نقاشی در هلسینکی (فنلاند)، در ۱۳۲۱ (۱۹۴۲)
- نشان بوعلی سینا از طرف موزه ایران باستان به مناسبت تشکیل غرفه بهزاد در جشن هزاره بوعلی در ۱۳۳۲
- نشان درجه اول هنر از طرف اداره هنرهای زیبای کشور
- نشان درجه اول وزارت فرهنگ
- دیپلم افتخار از نمایشگاه بین‌المللی بلژیک در سال ۱۳۳۷ (۱۹۵۸)
- نشان درجه اول مسابقه نقاشی بین‌المللی در مینیاپولیس (آمریکا) در سال ۱۳۳۷ (۱۹۵۸)
- عنوان استاد افتخار هنر از طرف شورای استادان هنرکده هنرهای تزئینی در ۱۰ اردیبهشت ۱۳۴۷

## موزه استاد حسین بهزاد
سازمان میراث فرهنگی ایران در ۱۳۷۱ تصمیم گرفت موزه‌ای دائمی از آثار حسین بهزاد به وجود آورد. به همین جهت یکی از کاخ‌های واقع در مجموعه سعدآباد به نام کاخ کرباسی را به این امر اختصاص داد و سپس طی قراردادی با پرویز بهزاد، پسر حسین بهزاد، ۲۸۹ عدد از آثار بهزاد را به این ساختمان منتقل کردند. ساختمان کاخ کرباسی مربوط به دوران قاجار است و در دوره رضاشاه محل کار و استراحت شاه و پس از او با عنوان «کاخ ولیعهد» اقامتگاه تابستانی رضا پهلوی بوده‌است.
این موزه در ۱۳۹۱ از سوی شورای بین‌المللی موزه‌ها (ایکوم) در بخش «تلاش برای بقا» موزهٔ نمونه شناخته شد و مورد تقدیر قرار گرفت.
موزه استاد حسین بهزاد دارای ۵ سالن با آثار متنوعی از طراحی‌های مدادی و مرکبی، نگارگری‌های رنگی با مضامین مختلف از دوره‌های چندگانهٔ کاریِ حسین بهزاد می‌باشد. این سالن‌ها عبارتند از:
- سالن ۱ (آثار ترسیم شده در سبک مکاتب نگارگری ایرانی): این سالن به نمایش آن دسته از آثار بهزاد که در سبک مکاتب دوره صفویه و اواخر تیموری کار شده اختصاص دارد. آثاری نظیر چوگان‌بازی، شیرین و فرهاد کوه‌کن، زن بیاض به دست، مجلس درس حکیم عمر خیام
- سالن ۲ (آثار ملهم از اشعار شاعران ایرانی): در این آثار، بهزاد با الهام از ابیاتِ شاعرانی چون خیام، حافظ و مولانا به خلق اثر پرداخته‌است.
- سالن ۳ (آثار ترسیم‌شده از فرهنگ مردم عامه): شامل تابلوهایی همچون: کَرَک‌بازان، رمال، عقدکنان، سقا، چوپان نی‌نواز و غیره
- سالن ۴ (ترسیم چهره بزرگان در قالب نگارگری): تصاویری از چهره‌های حافظ، سعدی، خیام، مولانا، زکریای رازی و غیره
- سالن ۵ (طراحی‌ها): در این قسمت طراحی‌هایی از چهره‌های مختلف با حالاتی گوناگون یا طراحی برخی از حیوانات به نمایش درآمده‌است.